# Linoleumzement

Zusammensetzung von Linoleum

Linoleumzement ist der Name für die Masse aus oxidativ polymerisiertem Leinöl (Linoxin) und Naturharzen (Kolophonium, Copal und ersatzweise Dammar), die einen wesentlichen Bestandteil des Linoleum bildet.
Der Linoleumzement macht etwa 40 % der Gesamtmasse aus, 60 % entfallen auf die Füllmittel und somit auf Holz- und Korkmehl als organische und Kalksteinpulver und Pigmente als anorganische Anteile. Das Trägermaterial, im Regelfall Jutegewebe, bilden mit nur etwa einem Prozent den geringsten Teil der Gesamtmasse.